# Зейдервауде
Зейдервауде (нід. Zuiderwoude) — село в нідерландській провінції Північна Голландія. Входить до муніципалітету Ватерланд.
Його площа становить 6,59 км², а населення станом на 2021 рік складало 320 осіб.